# 蓝瓶实验
蓝瓶实验（英語：blue bottle experiment），一种常见的化学示范实验。

## 描述
在容器中加入少量氢氧化钠和葡萄糖，加水溶解。再加入少量亚甲基蓝并振荡，此时溶液呈蓝色。静置一段时间后，蓝色消失，溶液变为无色。再次振荡，溶液又恢复蓝色。再次静置，溶液再变为无色，如此反复。

## 原理
该体系中的还原剂是葡萄糖，氧化劑则是空气中的氧气。亚甲蓝为氧化还原指示剂，氧化态亚甲蓝呈蓝色，还原态亚甲蓝呈无色。振荡溶液时亚甲蓝被氧气氧化，溶液呈蓝色。静置时氧化态亚甲蓝逐渐被葡萄糖还原，转为无色，葡萄糖则被氧化为阿拉伯糖酸、甲酸、草酸、赤蘚糖酸等产物。葡萄糖的浓度愈高，蓝色褪去所需的时间愈短，由此可说反应物是亚甲蓝与葡萄糖。

## 實驗目的
1. 了解控制化学反应条件的作用
2. 通过观察亚甲基蓝和还原亚甲基蓝在不同条件下的相互转化，学习观察方法，了解对比实验法

## 实验用品
- 0.1%亚甲基蓝溶液、30%NaOH溶液、葡萄糖、蒸馏水
- 锥形瓶、试管、滴管、橡胶塞、烧杯、酒精灯、量筒、托盘天平、温度计、计时器

## 实验步骤
1. 往锥形瓶中加50mL水，1.5克葡萄糖，逐滴滴入8～10滴0.1%亚甲基蓝，振荡至溶液呈蓝色。
2. 加入2mL30%的NaOH溶液，振荡并静置锥形瓶，观察并记录现象。再振荡锥形瓶至溶液变蓝，再次静置锥形瓶，连续记录两次振荡周期（NaOH的用量不能太多）。
3. 将溶液分装在两个小试管中，一号试管装满，二号试管装半管，均用塞子塞好，振荡，静置。
4. 把一号试管溶液分一半到三号试管中，再在三号试管中加5滴0.1%亚甲基蓝，塞好两支试管，振荡、静置。
5. 将一、三号试管置于40℃水浴中，约10分钟后振荡、静置（水浴加热至40℃，水温不能太高，否则，溶液变黄失效）。
6. 实验结束时，集中回收反应溶液，留作以后使用。[1]

## 实验现象
1. 一号试管始终呈无色，二号试管振荡后变蓝，然后自下而上褪色，约45秒。
2. 一号试管振荡后变蓝，然后自下而上褪色约20秒，三号试管振荡后变为蓝色且较一号试管颜色深，然后自下而上褪色，约15秒。

## 注意事项
- NaOH的用量太多或水浴加热的水温太高会导致葡萄糖在强碱性条件下形成双键在不同位置的烯醇式和碳键断裂分解为醛，醛又聚合生成树脂状物质，最终使溶液变黄失效。
  - NaOH浓度太高也会使葡萄糖还原能力过强从而导致无法变蓝。
  - 混合液静置较长时间后也会变成金黄色而失效。